# France Hamelin
France Hamelin (14 de julho de 1918 - 9 de março de 2007), nascida France Aline Haberer, foi uma artista francesa, militante pacifista e membro da Resistência Francesa durante a Segunda Guerra Mundial.